# نجوى الرياحي القسنطيني
نجوى الرياحي القسنطيني (مواليد 2 ديسمبر 1962 في تونس العاصمة) هو كاتب وأكاديمية تونسية. تعمل أستاذة محاضرة بقسم اللغة العربيّة بكلية العلوم الإنسانية والاجتماعية بتونس.

## دراستها
حصلت على بكالوريوس الآداب من معهد مونفلوري بتونس عام 1983، ثم حصلت على الأستاذيّة في اللغة والآداب العربيّة من كلية الآداب بمنوبة عام 1987، كما حصلت على شهادة الكفاءة في البحث من كلية الآداب بتونس عام 1988 ببحث بعنوان «الأساليب الفنّية ودلالاتها في رواية أحلام شهرزاد لطه حسين». حصلت بعد ذلك على شهادة التعمّق في البحث، والدكتوراه مرحلة ثالثة من كلية الآداب والعلوم الانسانيّة بتونس عام 1992 عن رسالة بعنوان «البحث الحلم والهزيمة في روايات عبد الرحمان منيف». حصلت أيضًا على دكتوراه الدولة في اللغة والآداب العربية من كلية الآداب والفنون والانسانيات بمنوبة عام 2004 ببحث بعنوان «الوصف في الرّواية العربيّة الحديثة».

## مسيرتها العملية
بدأت عملها في التعليم الثانوي عام 1987 بمعهد نهج روسيا في تونس، واستمرت به حتى عام 1992. ثم انتقلت للعمل في التعليم العالي، فعملت أستاذة تعليم ثانوي ملحقة بالتعليم العالي في كلية العلوم الإنسانية والاجتماعية تونس قسم اللغة العربية بين عامي 1992 و1993، ثم مساعدة بالكلية حتى عام 1996، ثم أستاذة مساعدة بالكلية حتى عام 2004، حتى أصبحت أستاذة محاضرة بالكلية منذ ذلك العام. هي أيضًا عضو في لجنة الماجستير بكلية العلوم الإنسانية والاجتماعية قسم اللغة العربية بتونس، وعضو في لجنة الماجستير بكلية الآداب والفنون والانسانيات قسم اللغة العربية بمنوبة.

## مؤلفاتها
- «الحلم والهزيمة في روايات عبد الرحمان منيف»، منشورات كلية العلوم الإنسانية والاجتماعية، 1995[2]
- «الأبطال وملحمة الانهيار: دراسة في روايات عبد الرحمان منيف»، مركز النشر الجامعي، 1999[3]
- «الوصف في الرواية العربية الحديثة»، كلية العلوم الإنسانية والاجتماعية، 2007[4]
- «في نظرية الوصف الروائي: دراسة في الحدود والبنى المرفولوجية والدلالية»، 2008[5]
- «النسائية في محافل الغربة»، مركز النشر الجامعي، تونس، 2009[6][7]